# Max Spielmann
Max Spielmann (3. dubna 1881, Kroměříž – 20. června 1970, Wiesbaden) byl německy hovořící židovský architekt z Moravy, působící zejména za první republiky. Jeho nejznámější realizací je bankovní dům pro firmu Petschek v Praze - Petschkův palác, lidově zvaný "Pečkárna".

## Život
Narodil se v roce 1881 v Kroměříži do rodiny místního nadučitele chlapecké obecné školy Hermanna Spielmanna a Auguste Spielmannové, rozené Kohn. Rodina pocházela z Pohořelic u Brna.
V letech 1901-1905 studoval na vídeňské technice, poté na německé technice v Praze, kde po studiích zůstal činný a kde záhy začal projektovat.
Po celou dobu svého působení pracoval Max Spielmann přednostně pro bohatou židovskou klientelu. Charakteristickým rysem jeho návrhů je inspirace architekturou klasicizujícího baroka či klasicismu. Všem budovám je společný akcent na monumentalitu, honosnost a reprezentativnost.
Od roku 1934 působil Spielmann v Brně, roku 1938 přesídlil do francouzského města Nice, kde jako jeden z mála z celé rodiny přežil válku. Po válce byl v Československu označen za osobu německé národnosti a nepodařilo se mu uchovat si československé občanství. V roce 1956 přesídlil do Wiesbadenu, kde 20. června 1970 zemřel.

## Dílo
Nejstarší známou realizací Maxe Spielmanna je obytný a obchodní dům bratří Picků na Karlově náměstí čp. 28/559 z roku 1911. Další jeho realizace vila Hanse Budischowského z roku 1914 v Třebíči předznamenává směr jeho další práce pro rodinu Petschkovu.
První realizací pro Petschkovy je bankovní palác v ulici Politických vězňů čp. 931/20, který byl vybudován v letech 1922–1927. Fasáda banky i interiéry přes svoji kamennou těžkopádnost naznačuje směr, ve kterém navrhl bubenečské vily pro členy rodiny Petschků – Friedricha Petschka (dnes sídlo ruského velvyslanectví), Marianne Gellertové, rozené Petschkové (původně Velvyslanectví Čínské lidové republiky, dnes Památník národního písemnictví) a Otto Petschka (dnes rezidence velvyslance USA). Další bubenečskou vilou je vila ve Wolkerově ulici čp. 568/16.

### Galerie

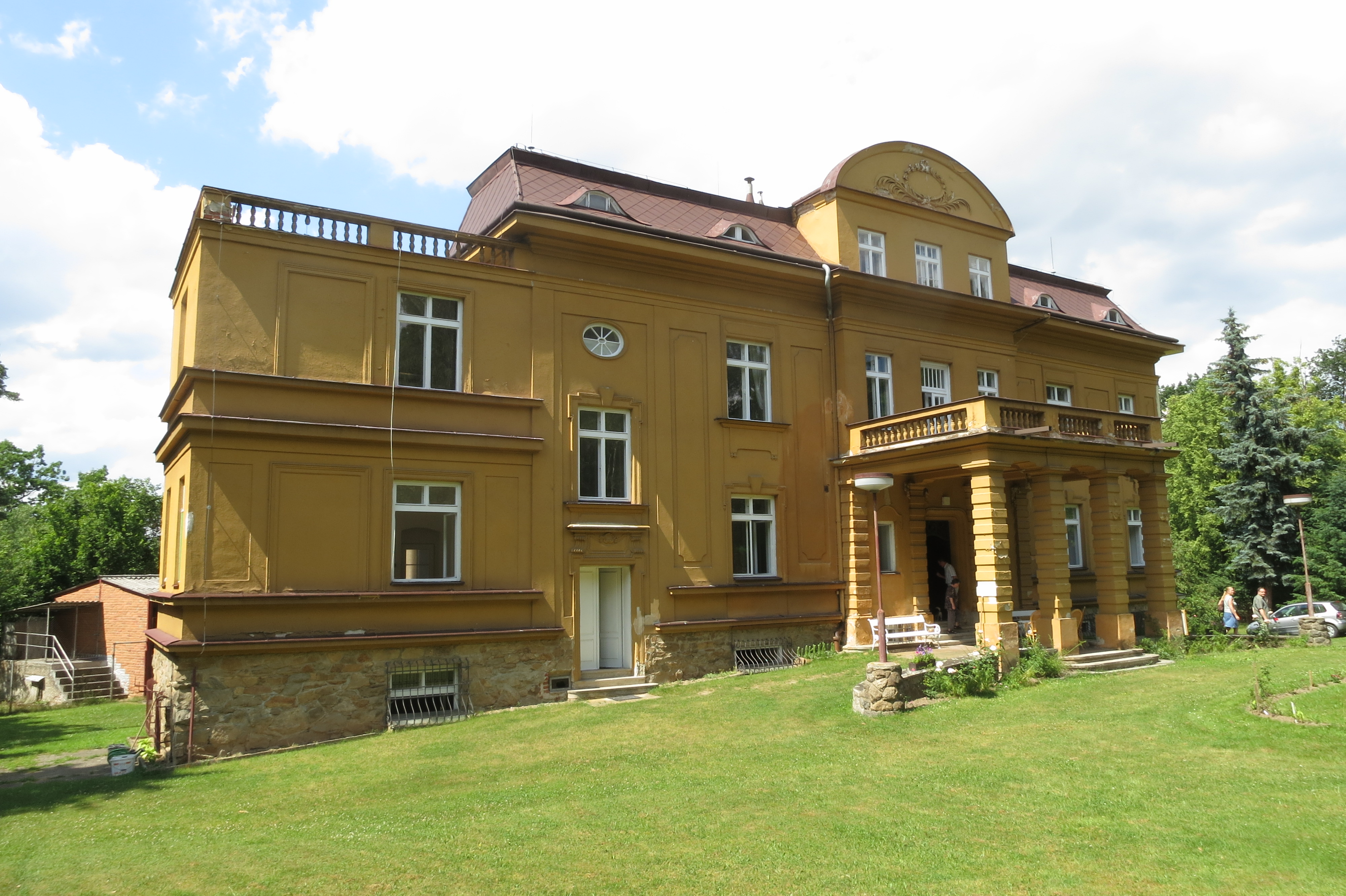
Budischowského vila v Třebíči
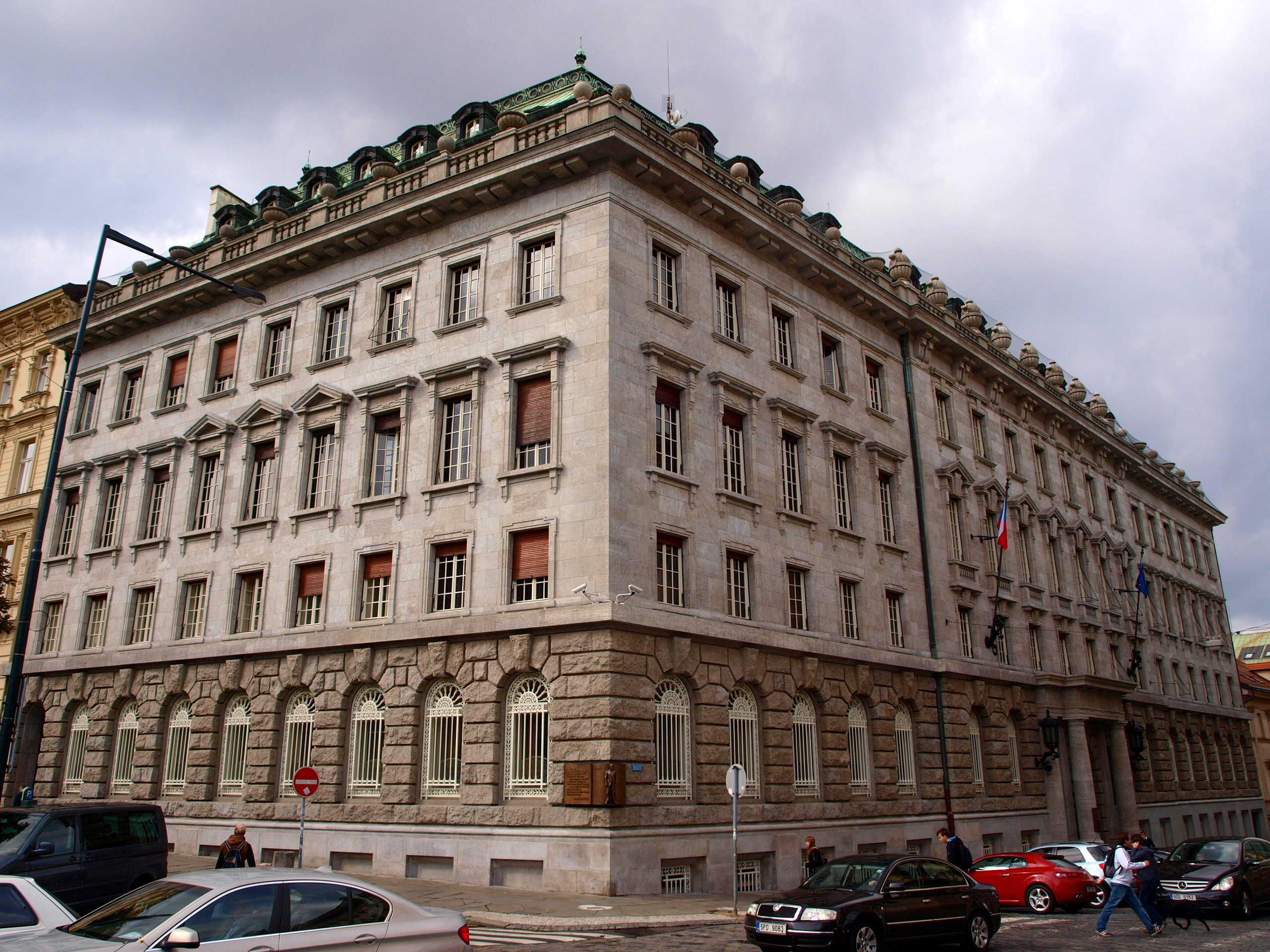
Petschkův palác v ulici Politických vězňů (sídlo Ministerstva průmyslu a obchodu)
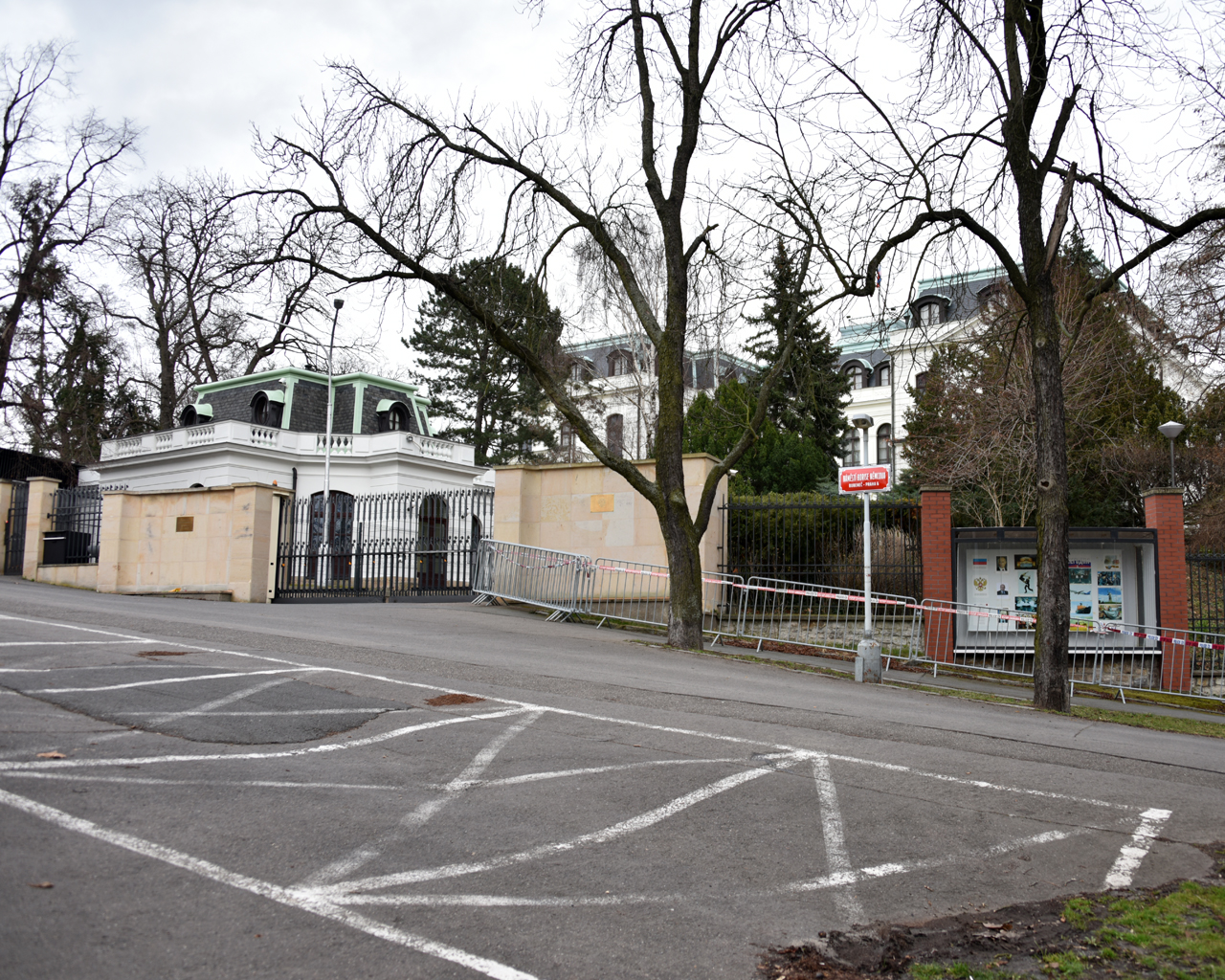
Vila Friedricha Petschka, Náměstí Borise Němcova
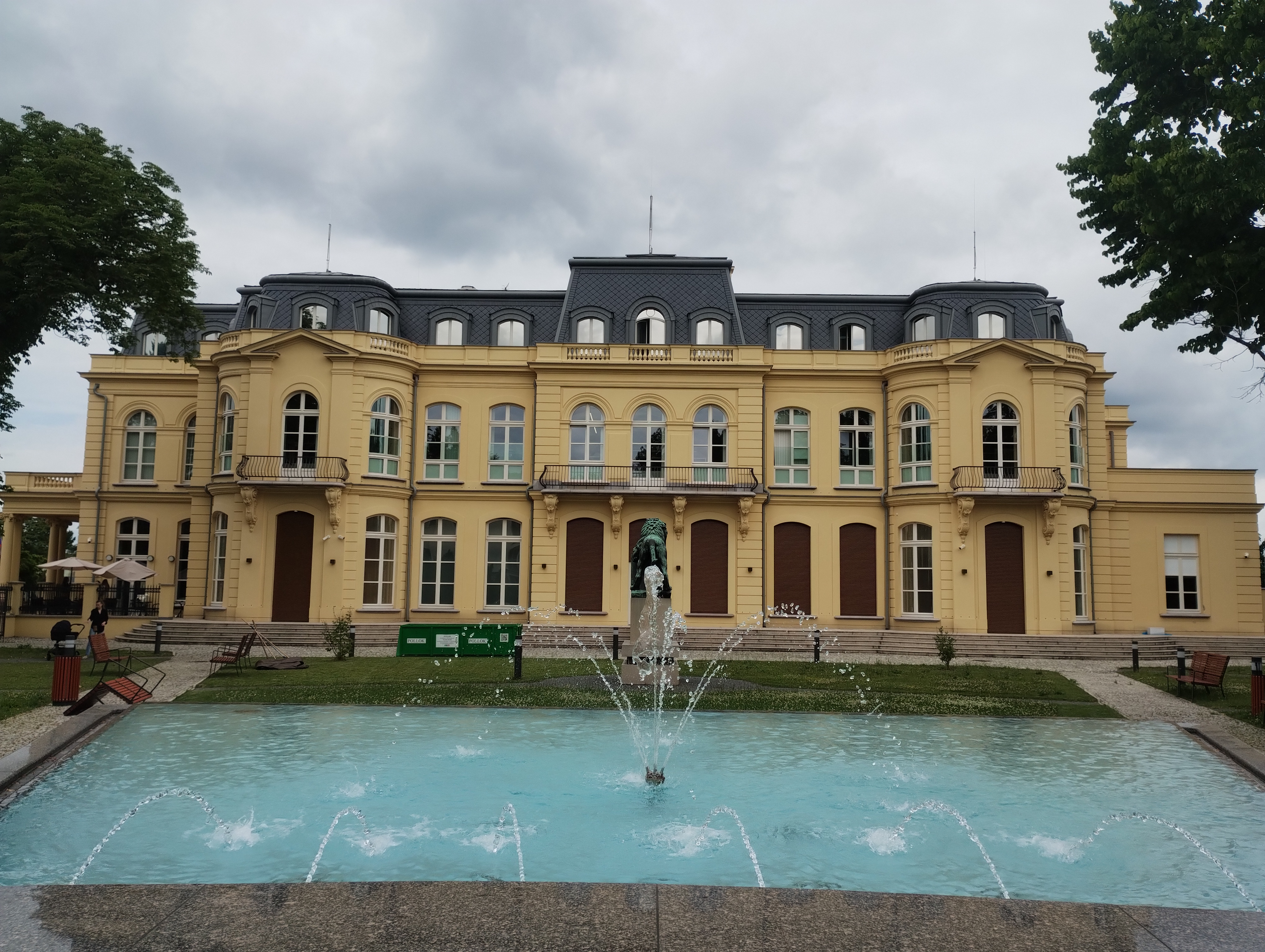
Vila Marianne Gellertové-Petschkové (sídlo Památníku národního písemnictví)
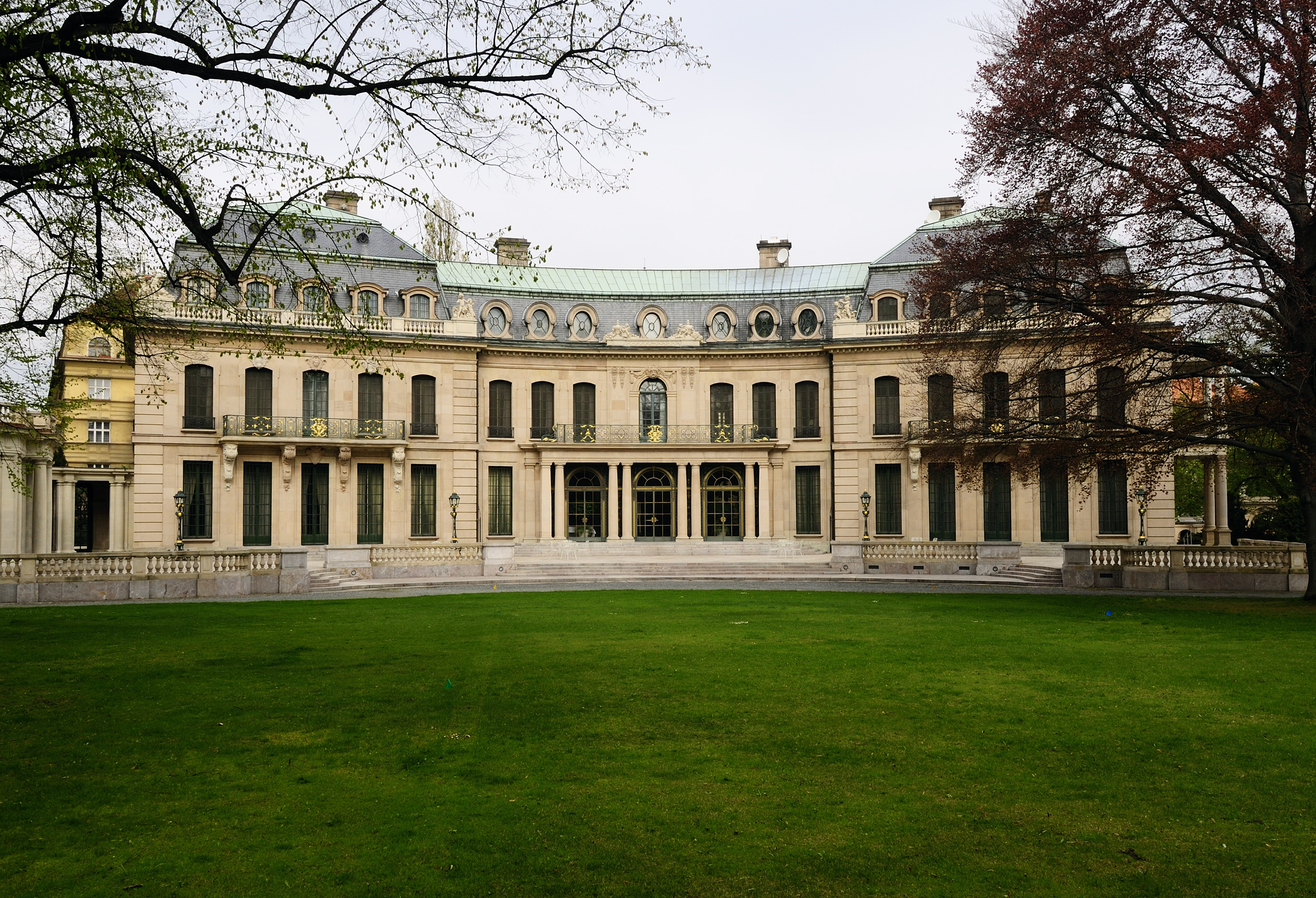
Vila Otto Petschka (sídlo Velvyslanectví USA)
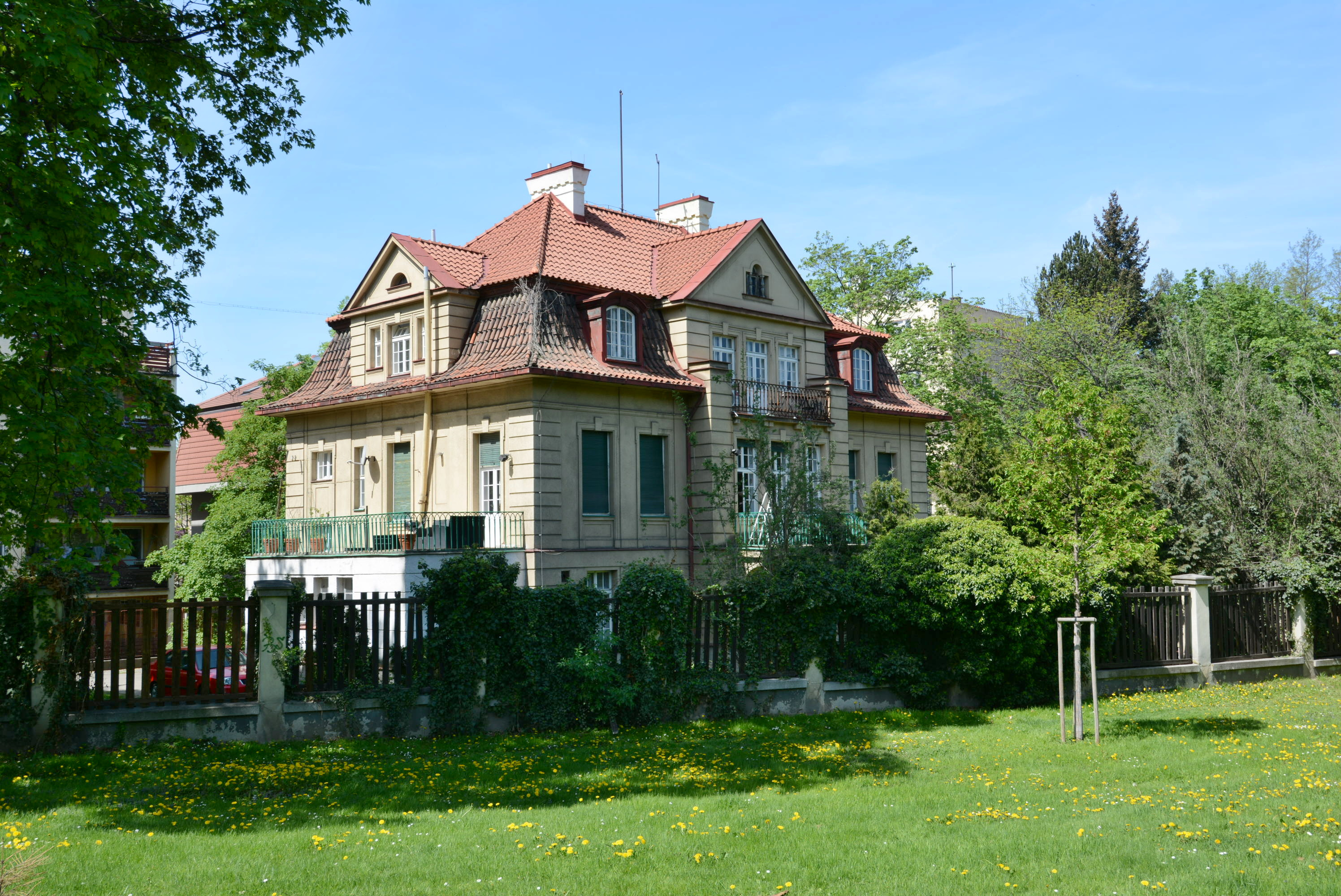
Vila ve Wolkerově ulici
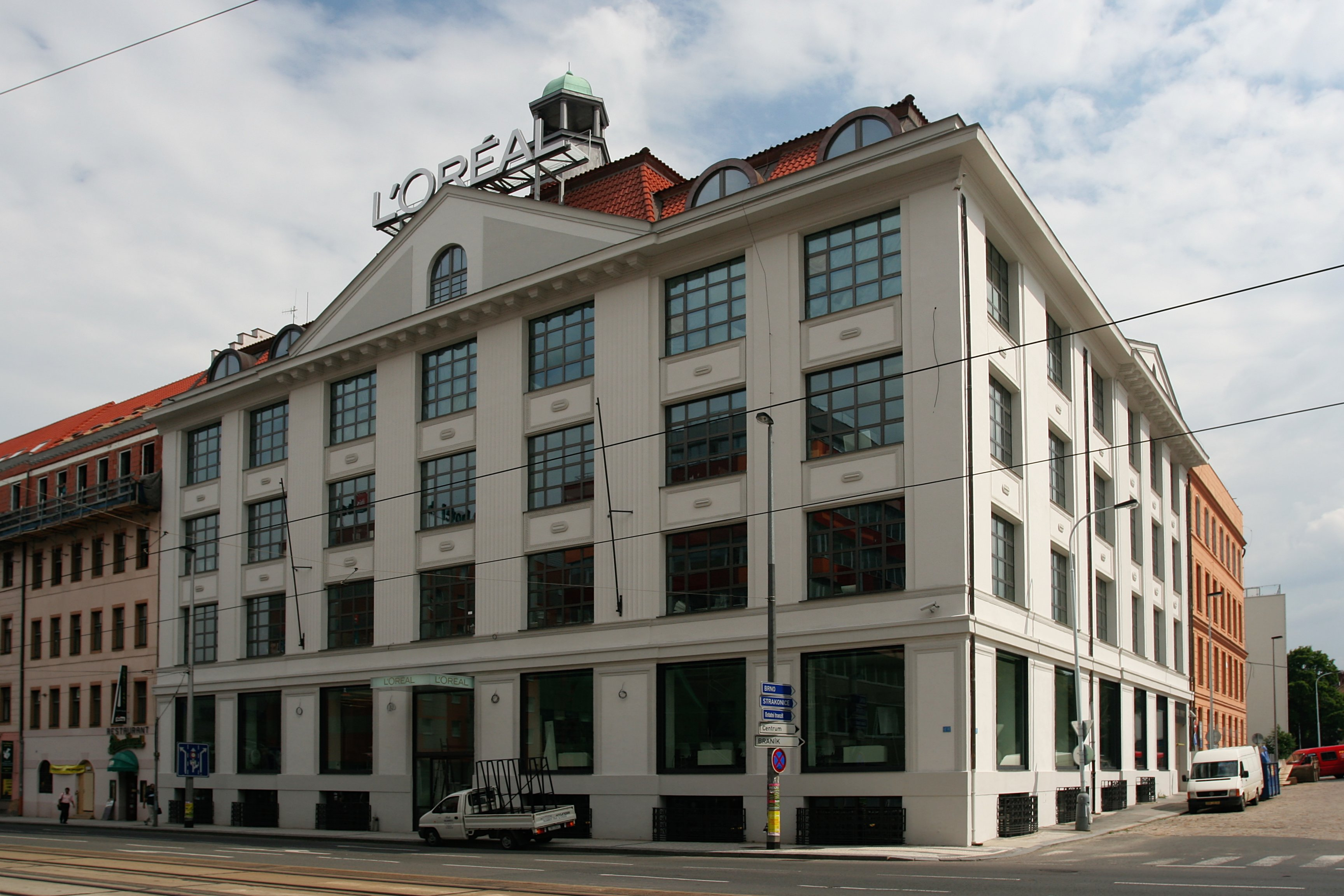
Palác Křižík